# 860

## Събития
- Битката при Константинопол между русите и Византийската империя